# Guadua glomerata
Espèce
Synonymes
- Arundarbor glomerata (Munro) Kuntze

Guadua glomerata est une espèce de plantes monocotylédones de la famille des Poaceae (graminées), sous-famille des Bambusoideae, originaire des régions tropicales d'Amérique. Ce sont des bambous vivaces, rhizomateux, cespiteux, de grande taille, dont les chaumes grimpants peuvent atteindre 12 mètres de haut et 45 mm de diamètre.